# ASPERA
Pour les articles homonymes, voir Aspera.
ASPERA ou Aspera est l'abréviation d'AStroParticle European Research Area (« Espace européen de la recherche sur les astroparticules »), un réseau européen de recherche en physique des astroparticules.

## Constitution
ASPERA est composé des agences de recherche européennes qui financent ce type de recherches. Son objectif est de mettre en place une coordination européenne dans ce domaine, notamment pour le financement des futures grandes infrastructures.
Démarré en juillet 2006, le réseau ASPERA est financé pour 3 ans par la Commission Européenne au travers du programme ERA-NET, dans le cadre du 6e contrat de plan de l’Union Européenne.
Les ambitions d’ASPERA pour la recherche européenne en astroparticules peuvent se décrire à travers les objectifs suivants :
- étudier le financement et l’évaluation de la physique des astroparticules en Europe, identifier les obstacles formels et réglementaires à une coordination internationale.
- Définir une feuille de route pour les équipements et la Recherche & Développement.
- Tester l’application des nouvelles procédures de l’Europe élargie en matière de financement commun de grands équipements.
- Mettre en place un dispositif commun d’information.

ASPERA regroupe 17 agences nationales de financement en Europe ainsi que le CERN.